# Ctenogobius fukushimai
Ctenogobius fukushimai är en fiskart som först beskrevs av Mori, 1934.  Ctenogobius fukushimai ingår i släktet Ctenogobius och familjen smörbultsfiskar. Inga underarter finns listade i Catalogue of Life.